# Maestro delle mezze figure femminili
Il Maestro delle mezze figure femminili (fl. XVI secolo) è stato un pittore olandese attivo presumibilmente fra il 1525 e il 1550. L'anonimo artista lavorò nel sud dei Paesi Bassi e probabilmente anche ad Anversa.

## Origine del nome
Il nome convenzionale Maestro delle mezze figure femminili deriva dai numerosi dipinti anonimi di mezze figure femminili a lui attribuiti. Questi quadri - di solito dei singoli ritratti - raffigurano busti di dame elegantemente vestite e dal viso "cortese", spesso impegnate a leggere o a suonare uno strumento. Uno dei dipinti più famosi ritrae tre dame che tengono un concerto domestico.

## Stile
Il grande numero dei ritratti e l'osservanza fedele di un modello danno ai dipinti, secondo il parere di esperti, un certo "schematismo industriale". Il Maestro si distingue dallo stile di Adriaen Isenbrant e Ambrogio Benzone attraverso la continuamente ripetuta composizione delle figure femminili; tuttavia, i dipinti religiosi attribuiti al Maestro si avvicinano per tecnica e stile a quelli dei due pittori suoi contemporanei. Da questo si può dedurre che il Maestro da una parte - come Benzone - lavorava in modo più tradizionale per i committenti religiosi, mentre dall'altra seguiva, anche più di Benzone, la propria "ricetta di successo" quasi stereotipata per i committenti laici. Probabilmente era un grande laboratorio che lavorava alle opere.

## Interpretazione
La produzione laica del Maestro delle mezze figure femminili mostra il cambiamento dei temi nel Rinascimento, che, contrariamente a quanto avveniva nel Medioevo, mettono ora in risalto tipici eventi e scene della vita quotidiana di personaggi della Bibbia o rappresentazioni frammentarie volti a rinvigorire il tema principale del cristianesimo. Il ritratto profano, ossia puramente laico, diventa un'immagine autonoma. Il Maestro delle mezze figure femminili è a suo modo un "pittore di genere", poiché sfrutta il crescente interesse verso il mondo terreno e realizza una serie di quadri analoghi per il mercato privato.

## Opere
- Riposo durante la fuga in Egitto, circa 1550, olio su tavola 38,5 × 51,5 cm, Kunsthistorisches Museum, Gemäldegalerie, Vienna, inv. GG 950 (cf. Galleria: 1).
- Trittico con l'adorazione dei magi, olio su tavola di quercia, pannello centrale 113 × 69 cm, pannelli laterali 114 × 28 cm, Gemäldegalerie, Berlino, inv. 1863 (cf. Galleria: 2).
- Trittico della natività (pannello centrale), circa 1520-1540, 68 x 61 cm, Musée des Beaux-Arts, Strasburgo, inv. 366 (cf. Galleria: 3).
- San Giovanni a Patmo, circa 1525-1550, olio su tavola di quercia, 36,2 × 24,1 cm, National Gallery, Londra, inv. NG717 (cf. Galleria: 4).
- Riposo durante la fuga in Egitto, circa 1525-1550, olio su tavola di quercia, 81,9 × 62,2 cm, National Gallery, Londra, inv. NG720 (cf. Galleria: 5).
- Riposo durante la fuga in Egitto, circa 1520-40, olio su tavola, 84,1 x 62,1 cm, Philadelphia Museum of Art, Philadelphia, inv. 389 (cf. Galleria: 6).
- Vergine con bambino, prima metà del XVI secolo, olio su tavola, 53,2 x 42,4 cm, Museo dell'Ermitage, San Pietroburgo, inv. ГЭ-4090 (cf. Galleria: 7).
- Vergine dei sette dolori, seconda metà del XVI secolo, olio su tavola, 75 x 56,7 cm, Museo nazionale d'arte della Catalogna, Barcellona, inv. 008327-000 (cf. Galleria: 8).
- Le tre musicanti, prima metà del XVI secolo, olio su tavola, 53,2 х 37,5 cm, Museo dell'Ermitage, San Pietroburgo, inv. ГЭ-435 (cf. Galleria: 9).
- Giovane donna che legge, prima metà del XVI secolo, olio su tavola, 42 × 54 cm, Museo del Louvre, Parigi, inv. RF 1973-32 (cf. Galleria: 10).
- Vergine con bambino, circa 1520-1540, olio su tavola, 24 x 19 cm, Rijksmuseum, Amsterdam, inv. SK-A-3130 (cf. Galleria: 11).
- Maria Maddalena che scrive, circa 1530, olio su tavola, 53 × 41 cm, Museo Czartoryski, Cracovia, inv. XII-254 (cf. Galleria: 12).
- Maria Maddalena al clavicordo, circa 1530, olio su tavola, Museo Nazionale di Poznań, Poznań, inv. Mo 115 (cf. Galleria: 13).
- Deposizione, XVI secolo, olio su tavola, 44,2 x 28,5 cm, Museo delle belle arti di Montréal, Montréal, inv. 1945.900.
- Riposo durante la fuga in Egitto, circa 1525, olio su tavola, 64,5 x 64 cm, Statens Museum for Kunst, Copenaghen, inv. KMS1743.

## Galleria d'immagini

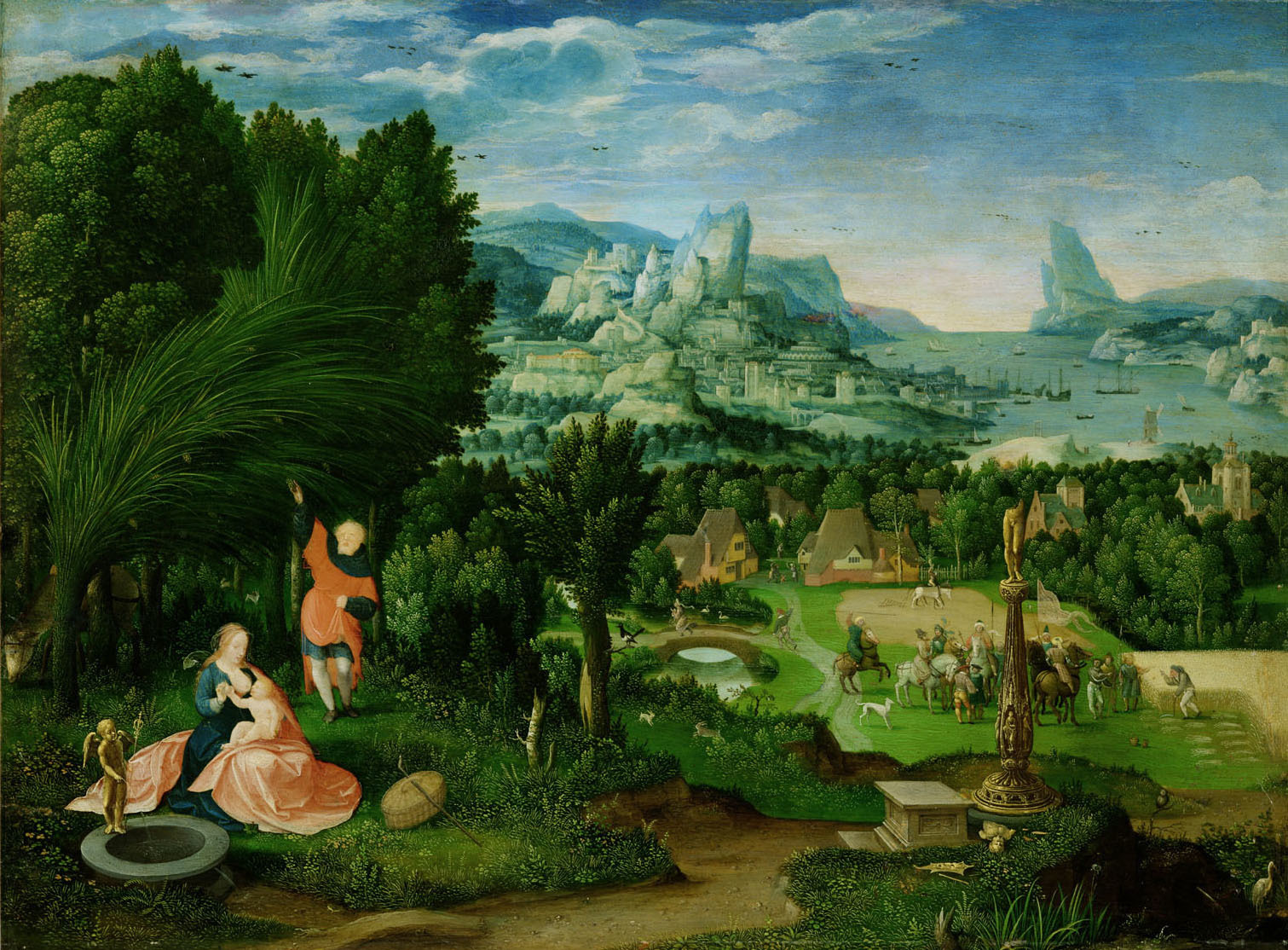
1: Riposo durante la fuga in Egitto, Kunsthistorisches Museum, Gemäldegalerie, Vienna, inv. GG 950.
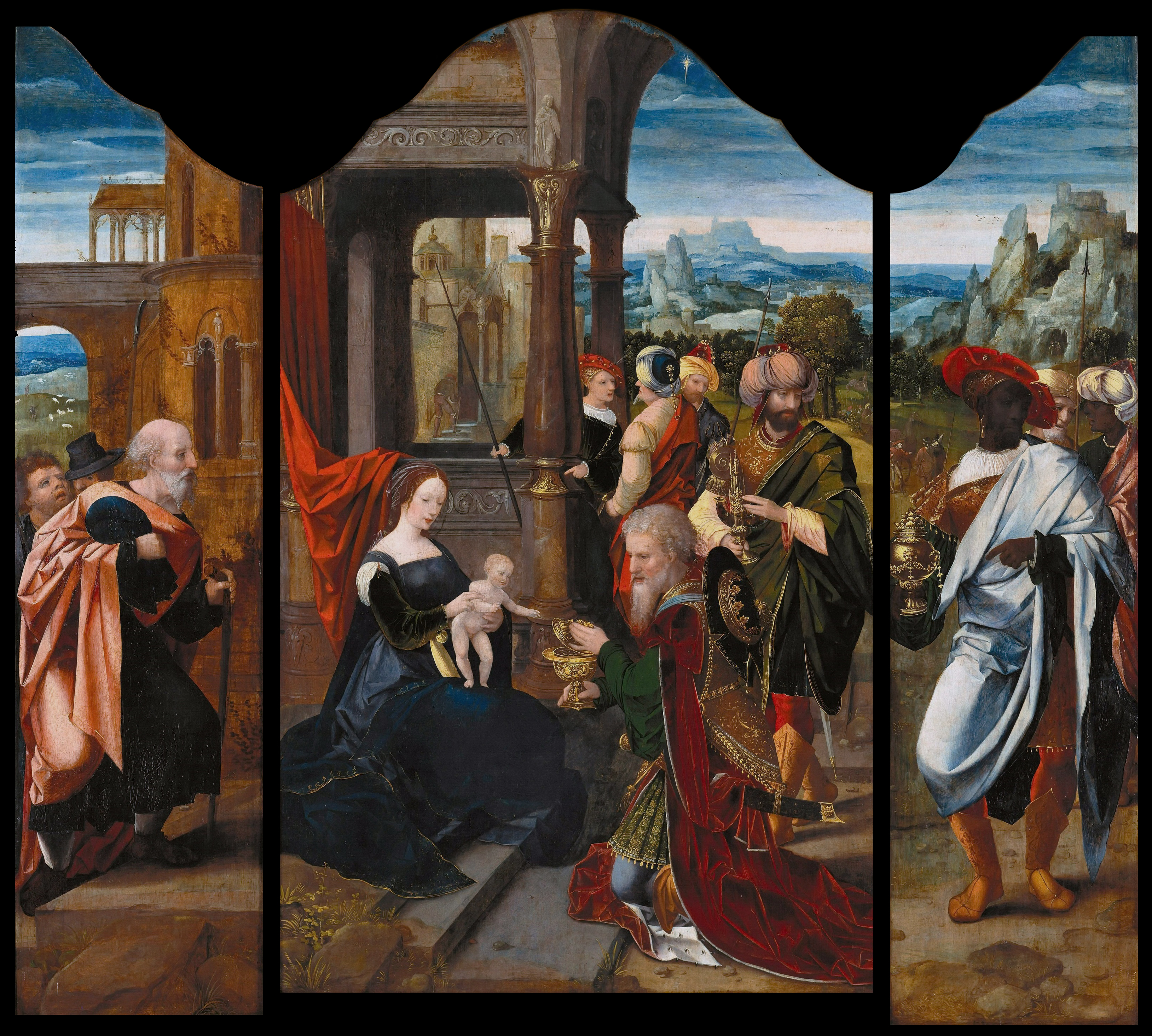
2: Trittico con l'adorazione dei magi, Gemäldegalerie, Berlino, inv. 1863.
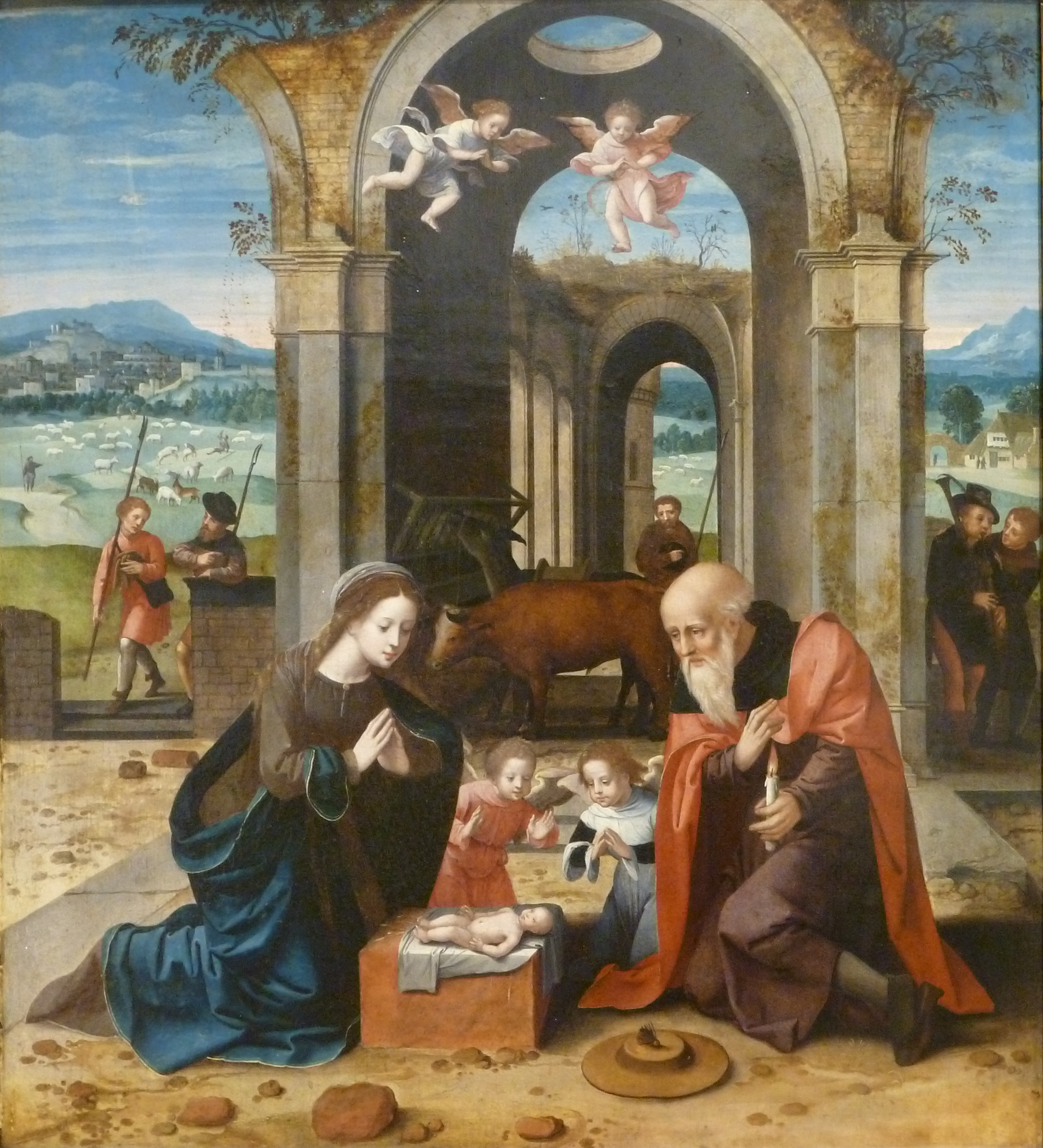
3: Trittico della natività (pannello centrale), Musée des Beaux-Arts, Strasburgo, inv. 366.

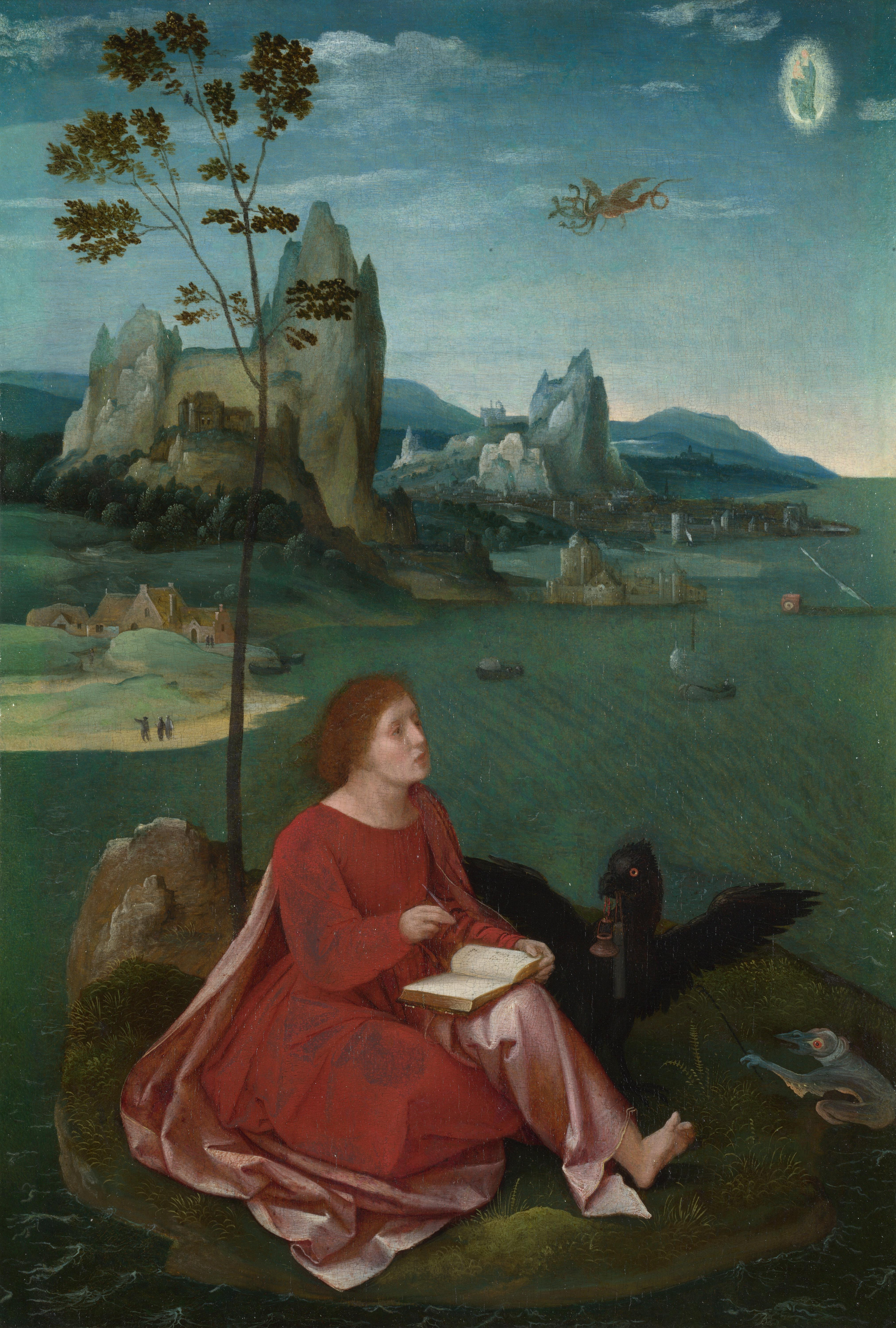
4: San Giovanni a Patmo, National Gallery, Londra, inv. NG717.
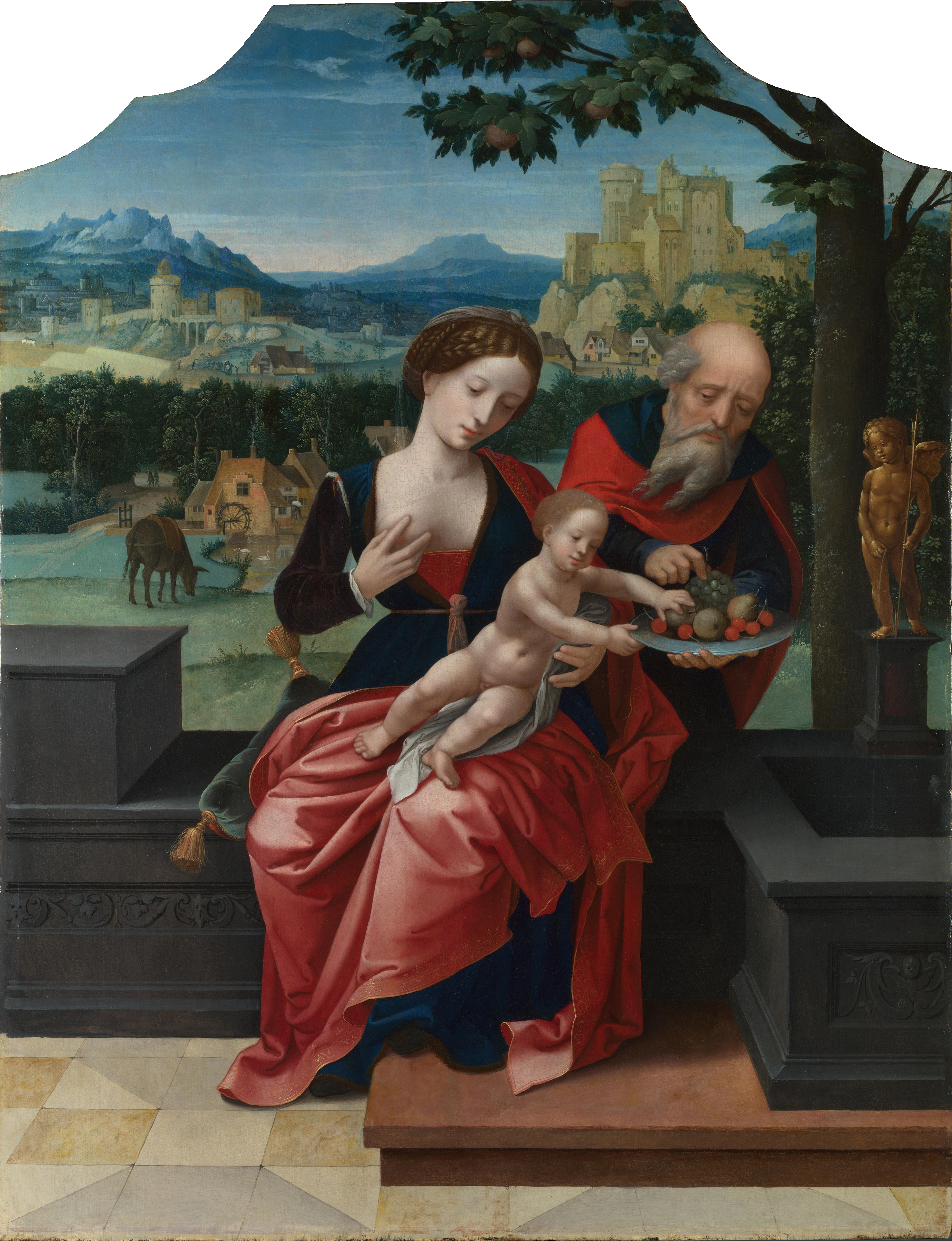
5: Riposo durante la fuga in Egitto, National Gallery, Londra, inv. NG720.
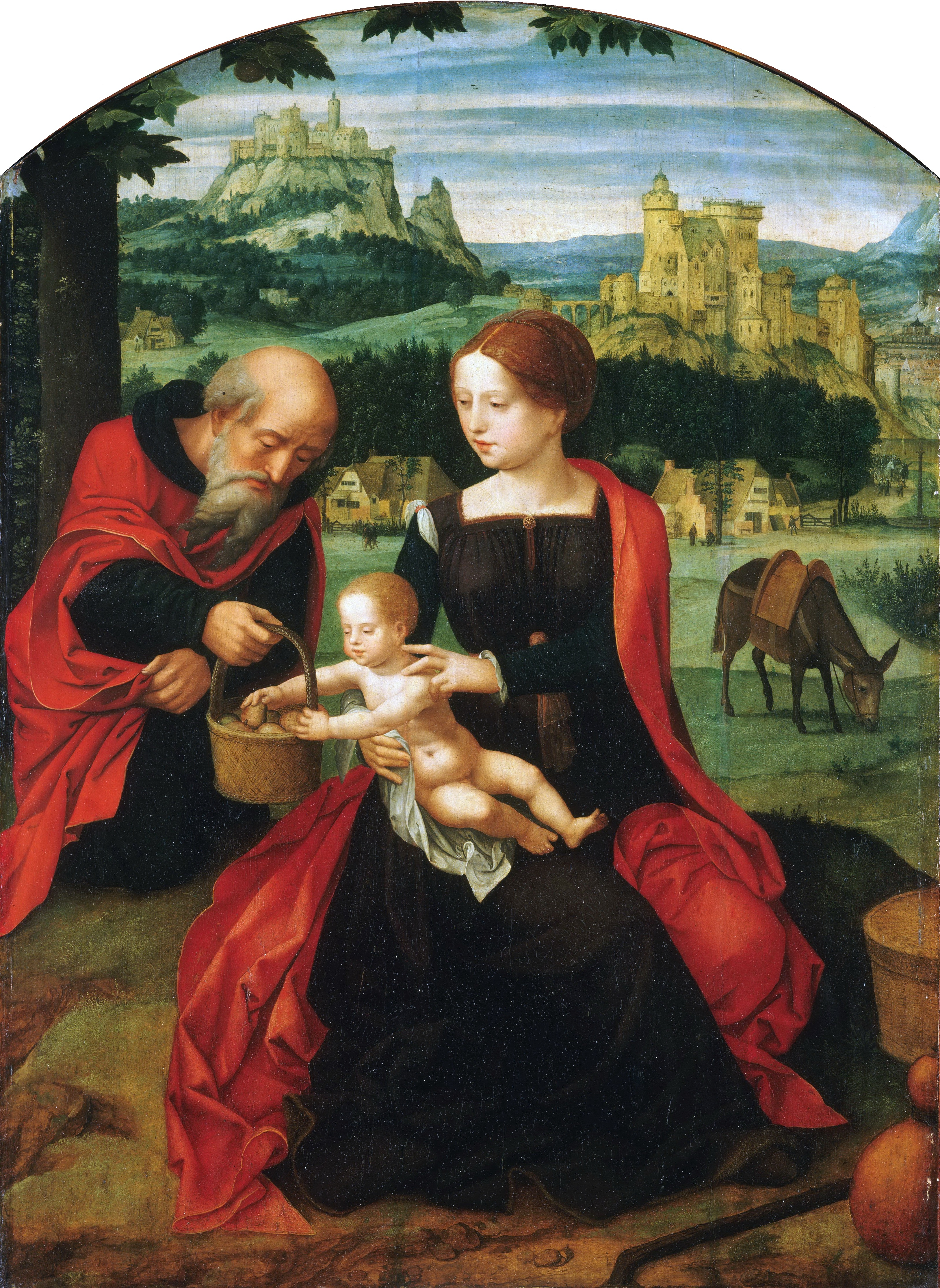
6: Riposo durante la fuga in Egitto, Philadelphia Museum of Art, Philadelphia, inv. 389.
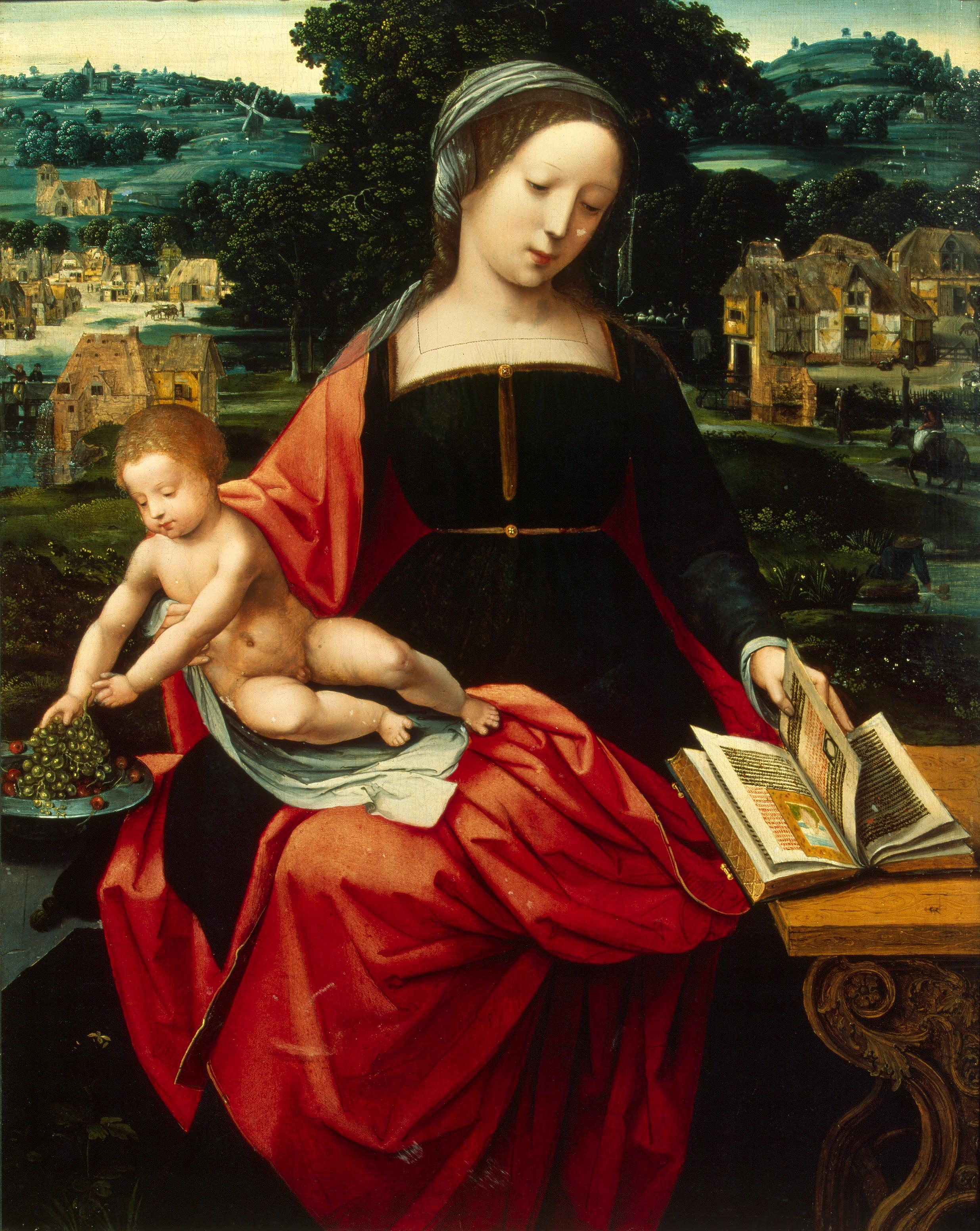
7:  Vergine con bambino, Museo dell'Ermitage, San Pietroburgo, inv. ГЭ-4090.
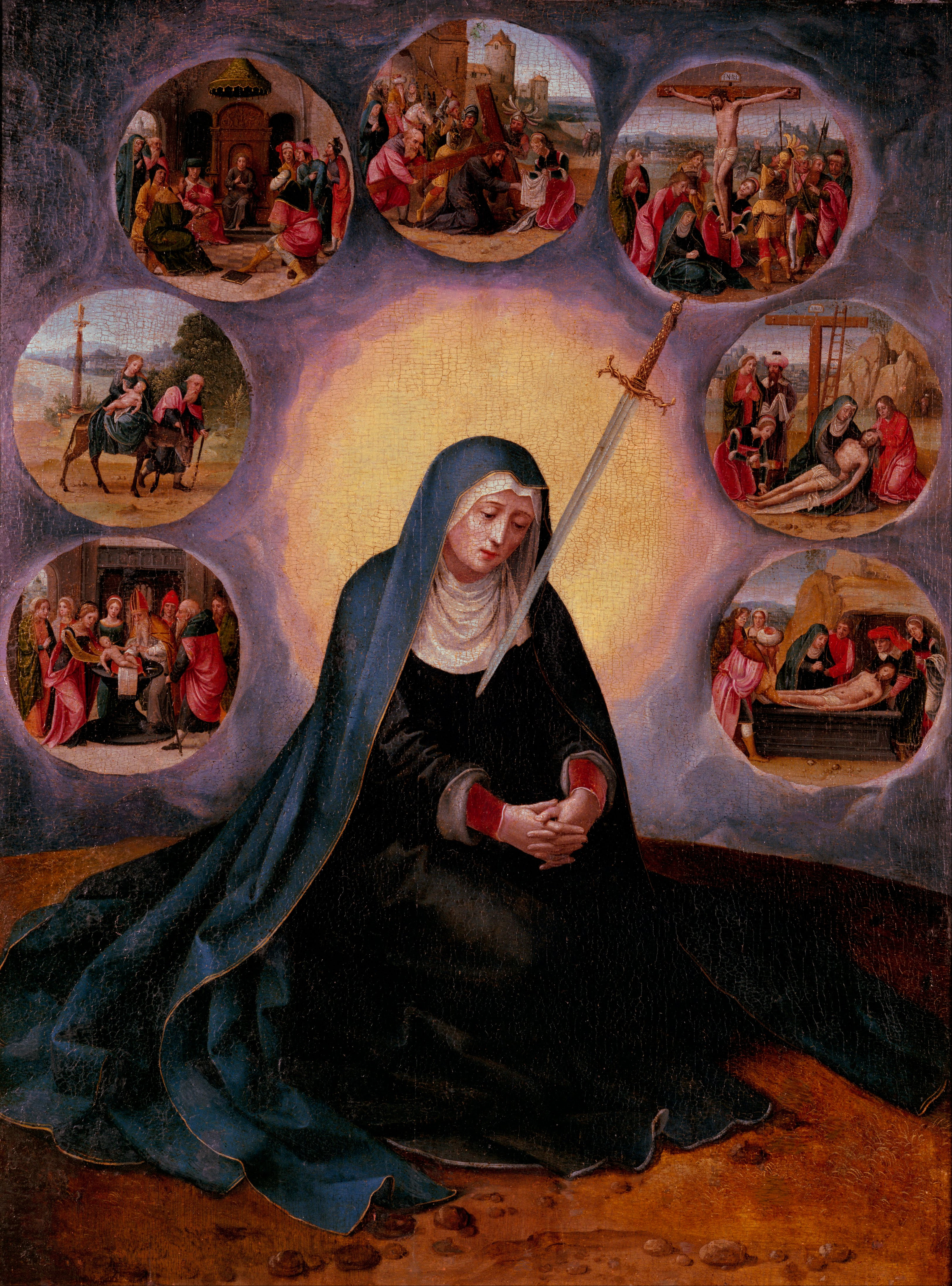
8: Vergine dei sette dolori, Museo nazionale d'arte della Catalogna, Barcellona, inv. 008327-000

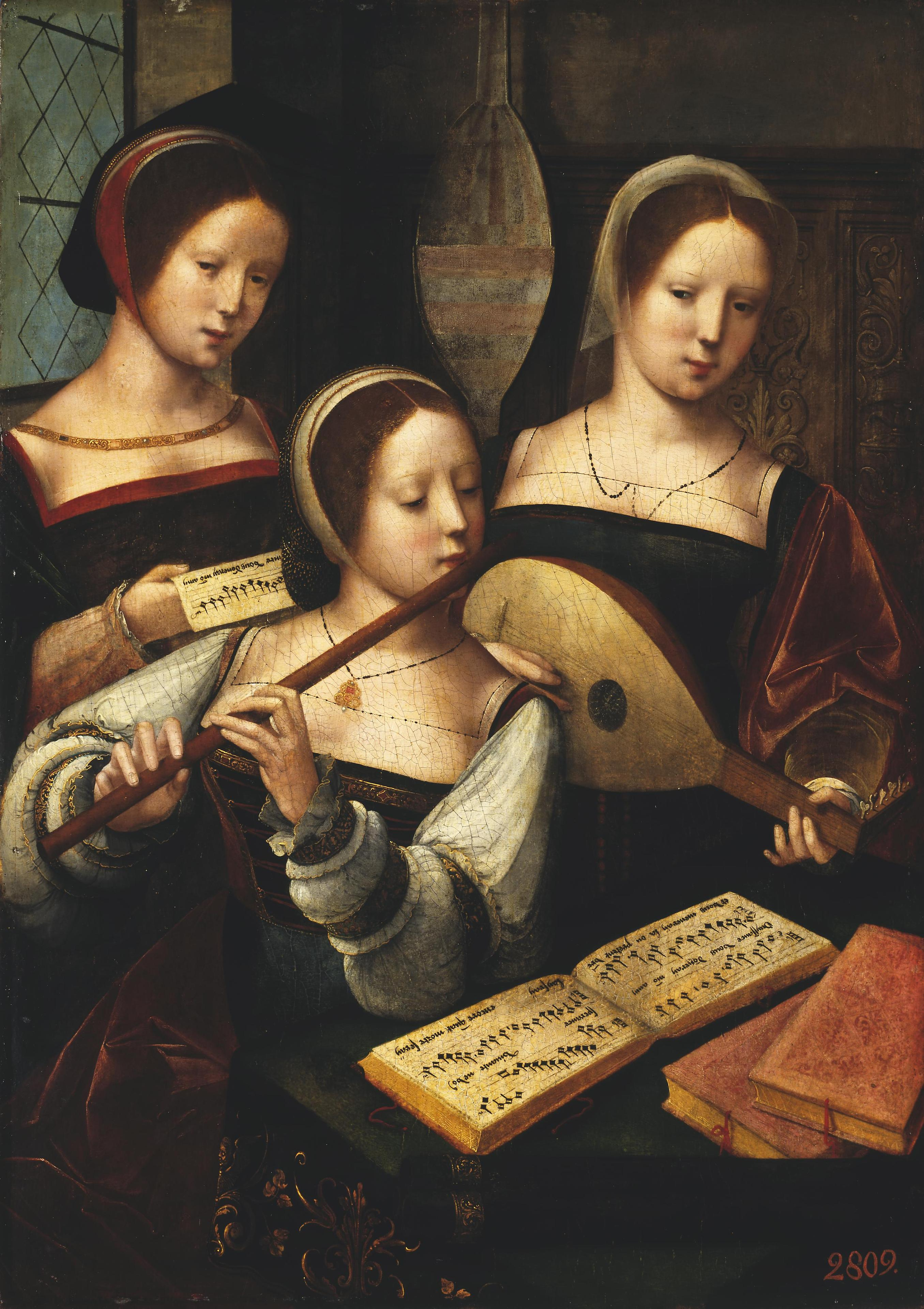
9:  Le tre suonatrici, Museo dell'Ermitage, San Pietroburgo, inv. ГЭ-435.
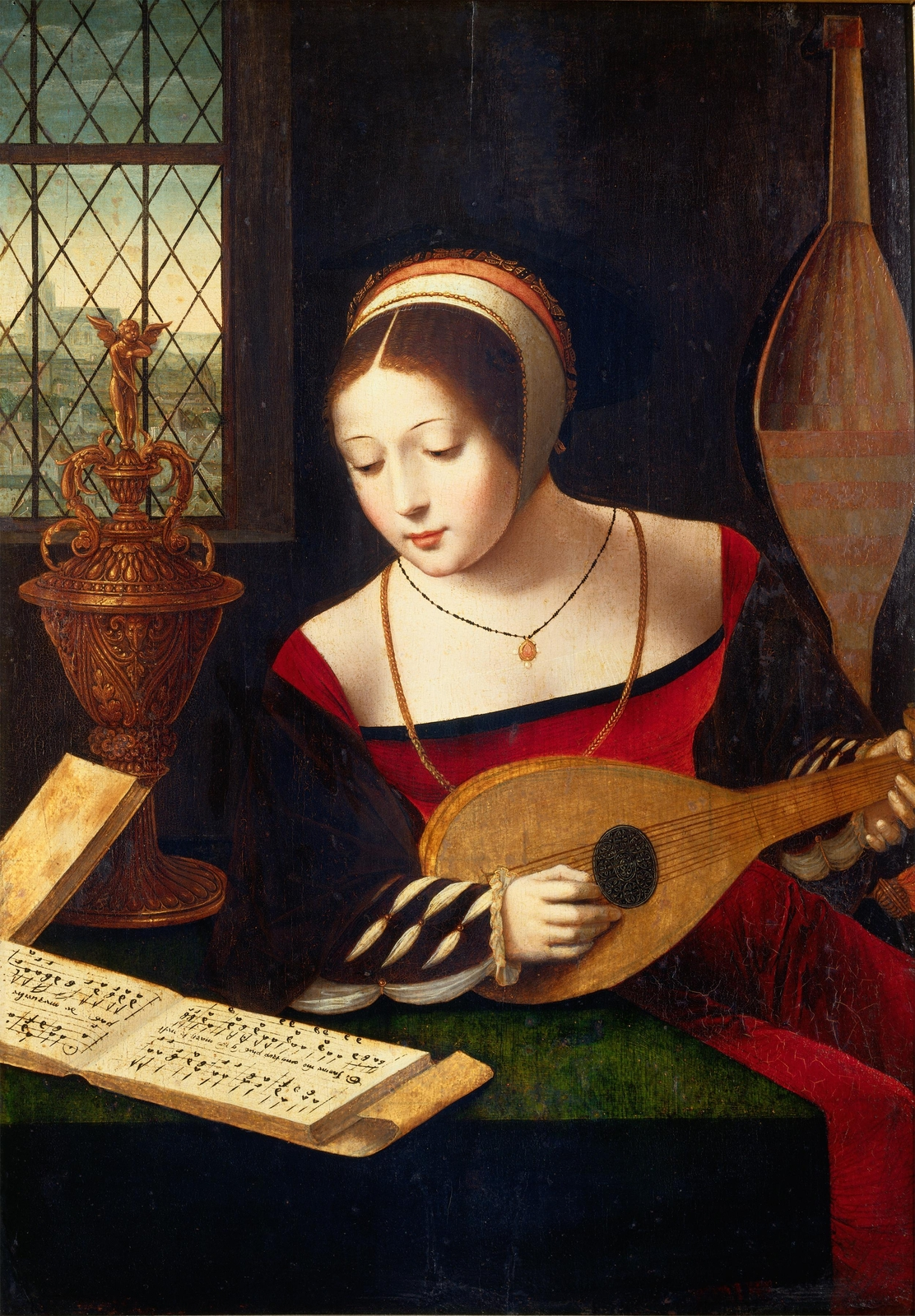
10:  Maria Maddalena al liuto, Galleria Sabauda, Turino
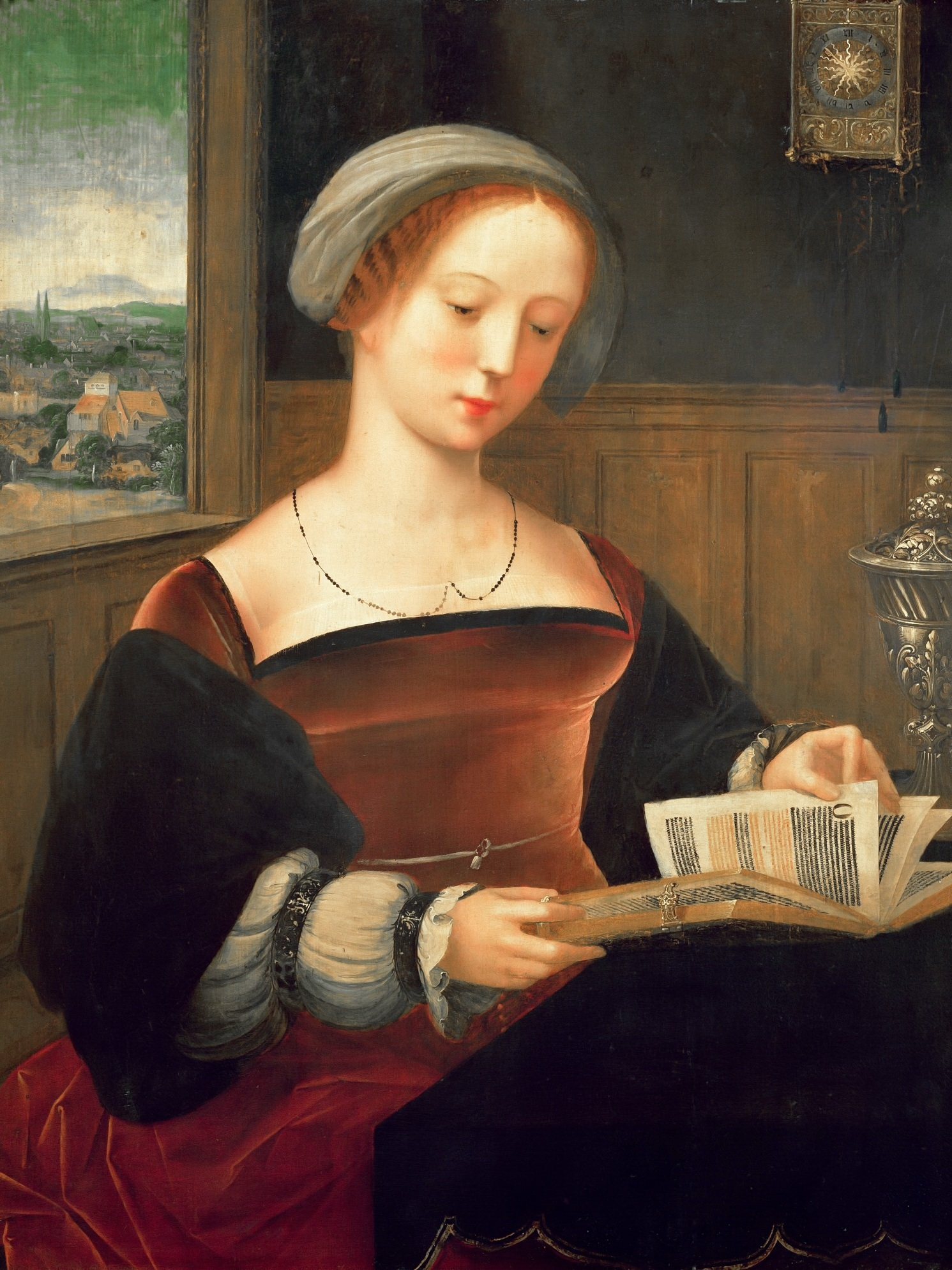
11: Giovane donna che legge, Museo del Louvre, Parigi, inv. nv. RF 1973-32.
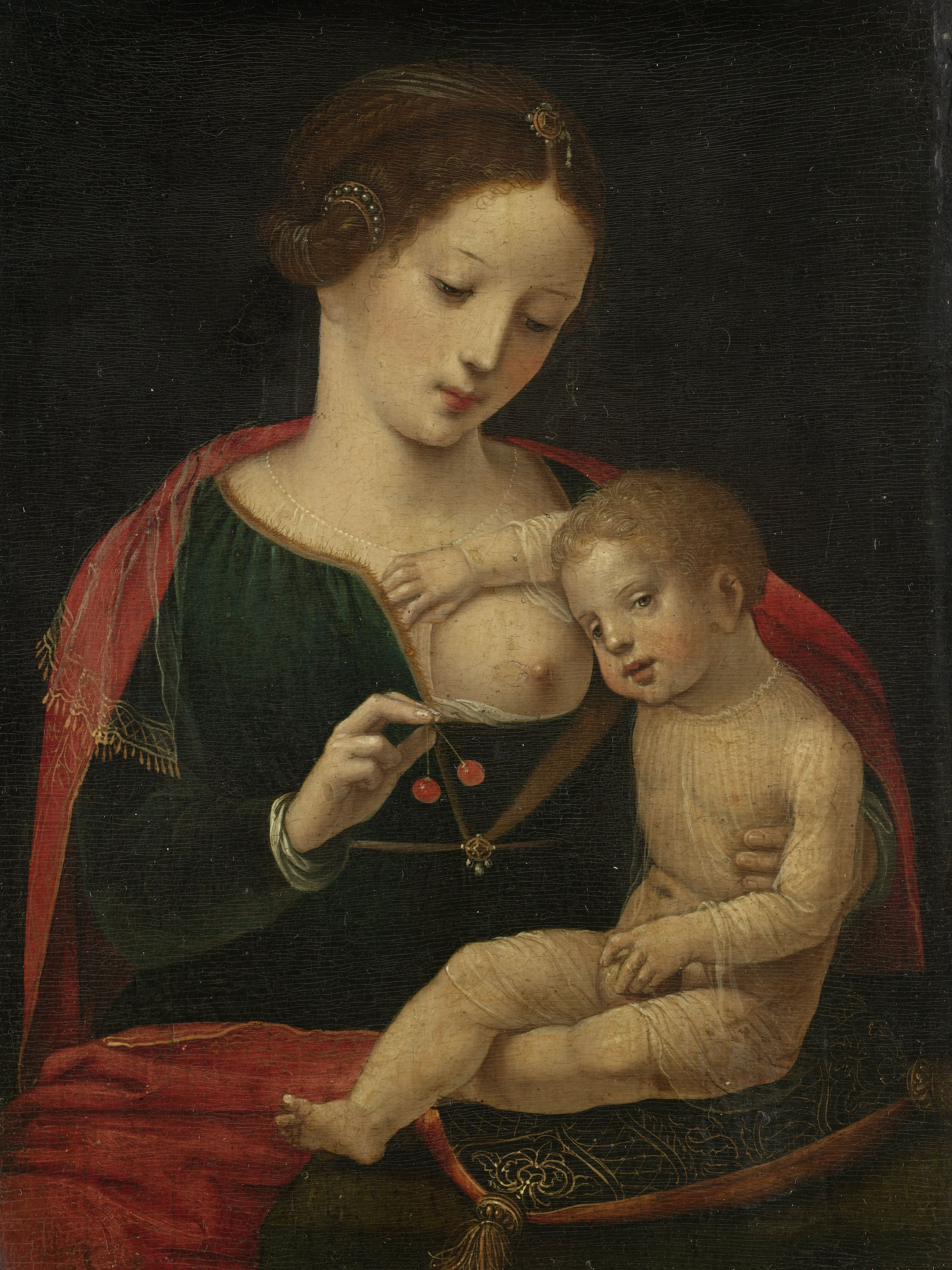
12: Vergine con bambino, Rijksmuseum, Amsterdam, inv. SK-A-3130.
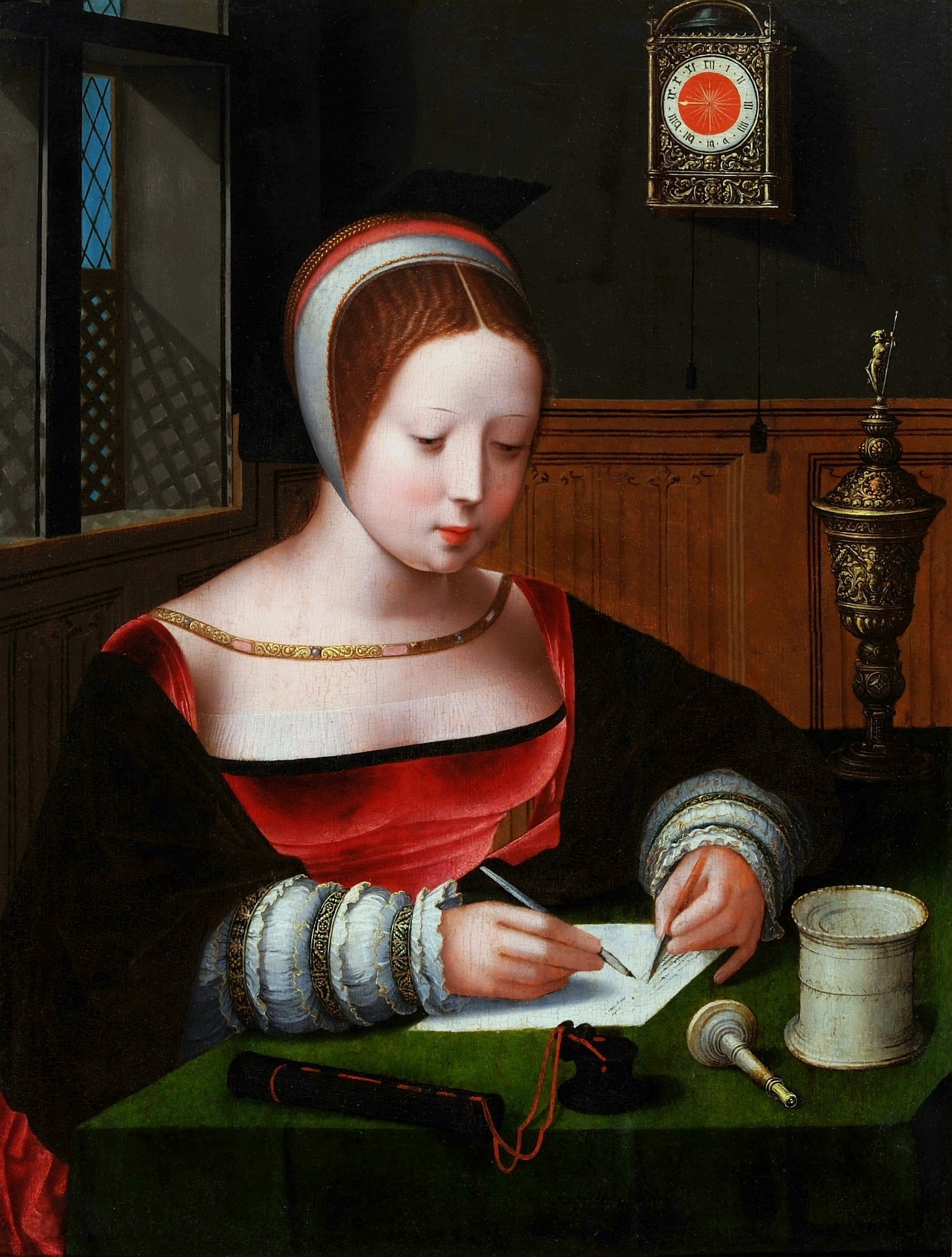
13: Maria Maddalena che scrive, Museo Czartoryski, Cracovia, inv. XII-254.
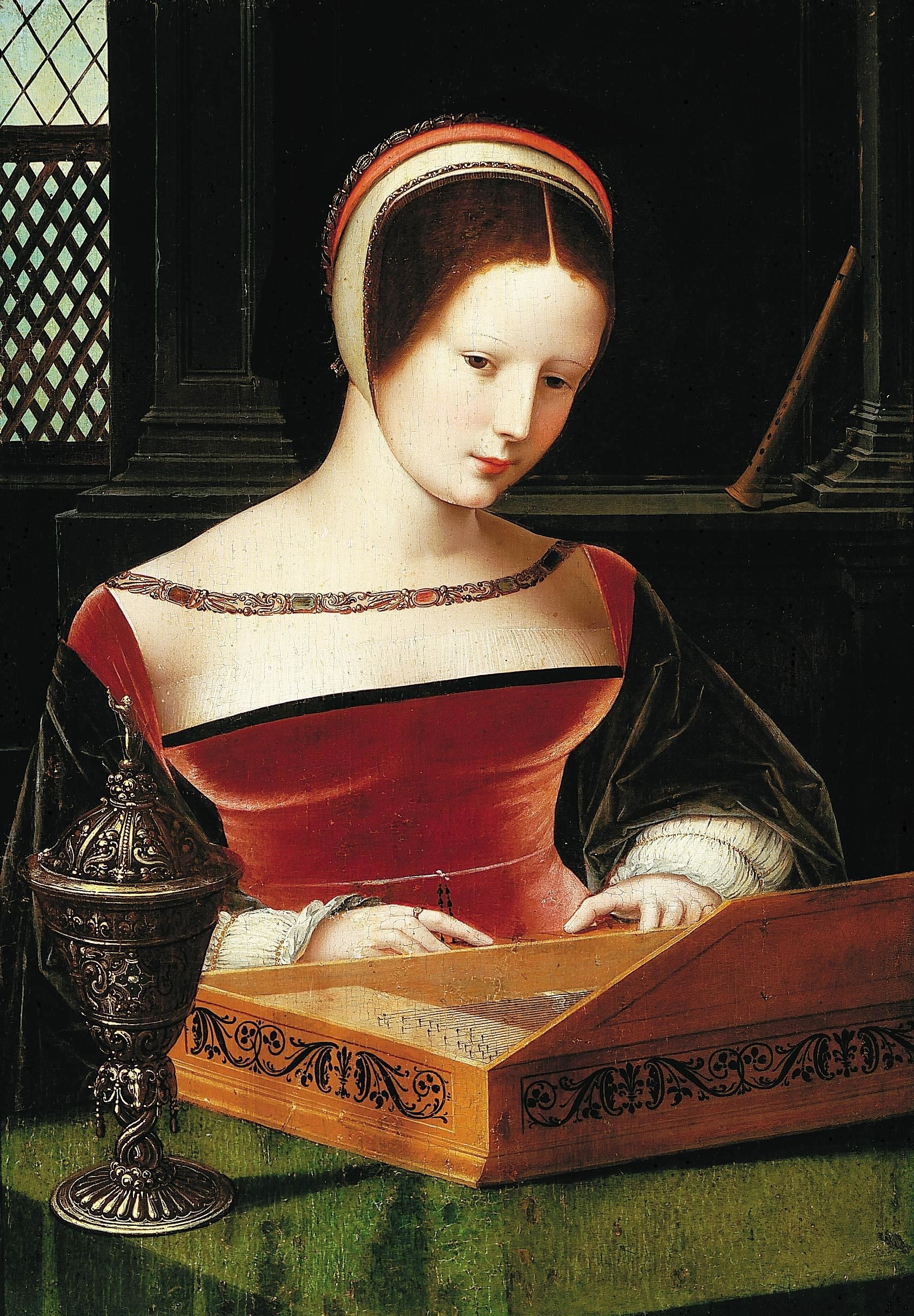
14: Maria Maddalena al clavicordo, Museo Nazionale di Poznań, Poznań, inv. Mo 115.